# Нільс Єнссон
Нільс Єнссон, (*1390-ті роки — †1450-ті роки) — шведський державний діяч, регент Швеції з Кальмарської Унії, з січня до червня 1448 року, разом зі своїм братом Бренгтом Єнссоном.

## Життєпис
Походив з відомого шведського роду Оксеншерна. Нільс Єнссон був сином відомих дворян і землевласників: його мати леді Марта Фінвідсдоттер була спадкоємиця високого дворянського роду Фроссвік, а його батько Єнс Бендтссон був сином і одним з спадкоємців леді Інгеборг Нільсдоттер (з сім'ї Спарре, яка згадується найраніше всіх в більш пізнішій історіографії і генеалогії), спадкоємиця Ангсо і Салста. Єнс Бенгтссон успадкував Фроссвік (в Уппланді) від матері і Ангсо (в Вастманланді) від батька.
Член таємної ради Швеції з 1432. Кастелян замку Борґгольма в 1436 році, і володар приміських земель в 1438 році, і Нючопінзького замку в 1442 році. Названий лицарем Хрістофером Баварським, після його коронації в 1441 році. Нільс відомий як засновник замку Юрсхолм в своїх землях.

## Родина
Від двох шлюбів Нільс не мав спадкоємців. Його третя дружина леді Кетрін, народила від нього багато дітей, проте вони померли або рано, або не дожили до шлюбу через проблеми. Його син Ерік не мав дітей. Три дочки стали дружинами дворян — дві з чоловіками з династії Ваза, союзників Нільса, але тільки одна з них, Керстін, у шлюбі з лордом Нільсом з Х'юлсти, продовжила рід. Через бідність частина спадку Нільса залишилась іншим, не його нащадкам, а через його дочок до зятів.